# لحوح
لحوح في اليمن وعُمان والسعودية أو بغرير في المغرب والجزائر هو نوع من الخبز، وينتشر هذا النوع من الخبز في اليمن وجنوب سلطنة عمان وجنوب المملكة العربية السعودية. يتكون من الدقيق الأبيض أو الأصفر أو كلاهما حسب الرغبة والماء والخميرة وغيرها من المطيبات.

## تحضيره
تتلخص طريقة تحضيره في وضع الدقيق في وعاء ووضع ماء عليه بنسبه أعلى بحيث يكون العجين غليظ القوام وشبه سائل ثم تضاف إليه الخميرة العادية والملح وقليل من البصل المهروس (نيء) وقليل من الشمار ويترك حتى يتخمر عادة من ساعة إلى ساعتين حسب طبيعة الجو ففي الأجواء المرتفعة الحرارة فإنه يتخمر بسرعة شأنه شأن أي عجين ثم يسخن الوعاء الخاص بالخبز على نار هادئة ويتم صب جزء من هذا العجين بحيث تتشكل طبقة رقيقة ويغطى لمدة دقيقة ثم تتم إزالتها ووضع غيرها وهكذا.

## تناوله
يتم تناول اللحوح مع الإدامات وأنواع المطبوخات ويعتبر اللحوح من المخبوزات الطيبة الطعم وسهلة الهضم جداً ويمكن إضافته إلى اللبن لعمل وجبة الشفوت.